# 双舌蝇子草
双舌蝇子草（学名：Silene bilingua）为石竹科蝇子草属的植物，是中国的特有植物。分布于中国大陆的西藏、四川、云南等地，生长于海拔3,100米至4,100米的地区，见于林间及高山草甸，目前尚未由人工引种栽培。